# Astrid Heeren
 (novembre 2018).
Si vous disposez d'ouvrages ou d'articles de référence ou si vous connaissez des sites web de qualité traitant du thème abordé ici, merci de compléter l'article en donnant les références utiles à sa vérifiabilité et en les liant à la section « Notes et références ».
Astrid Heeren est une actrice allemande née le 29 janvier 1940 à Mannheim (République de Bade) en Allemagne. Elle a joué en particulier le rôle de Gwen dans L'Affaire Thomas Crown et le rôle de Thérèse dans Un château en enfer.

## Filmographie
- 1963 : Le Vice et la Vertu
- 1968 : L'Affaire Thomas Crown : Gwen
- 1969 : Un château en enfer : Thérèse
- 1972 : Night of the Dark Full Moon